# بيتر ستيوارت (عالم نبات)
بيتر ستيوارت (بالإنجليزية: Angus Stewart)‏ هو عالم نبات أسترالي، ولد في 1946.